# Encore heureux qu'on va vers l'été
Pour les articles homonymes, voir Encore heureux.
Encore heureux qu'on va vers l'été est un roman de Christiane Rochefort paru en 1975.

## Résumé
En début d'année, une professeure de français dit aux élèves de la cinquième D' que leur classe n'est pas intéressante. Certains élèves décident que la troisième fois que l'enseignante répéterait cette phrase, toute la classe sortirait d'un seul bloc.
Le moment arrive vers la fin de l'année, et la classe sort, s'égaillant dans les rues. Certains reviennent, d'autres sont retrouvés. Mais plusieurs disparaissent pour une fugue au long cours : Régina et Grâce, qui vont vers le sud et la mer, Jean-Marie, qui échoue dans un orphelinat religieux où il découvre l'amour avec Manuel, Lucrèce la nymphomane, etc. Un surveillant du même collège, Mann, démissionne et part lui aussi sur les routes.
Ce roman doucement anarchiste, dans la lignée des révoltes de Mai 68, remet en cause la condition des adolescents, en mettant en scène avec sensualité et à travers une langue proche de l'oral leur aspiration à la liberté face aux carcans sociaux.